# Alfredo Battisti
Alfredo Battisti (Masi, Italia, 17 de enero de 1925 - Udine, Italia, 1 de enero de 2012) fue un arzobispo católico de la arquidiócesis católica de Udine, Italia.
Ordenado sacerdote en 1947, Battisti se convirtió en arzobispo en 1972 y se retiró en 2001. Recibió la ordenación episcopal el 25 de febrero de 1973 en la catedral de Udine del obispo Girolamo Bartolomeo Bortignon, consagrando a los obispos Emilio Pizzoni y Giovanni Mocellini. Durante el período en que fue arzobispo de Udine, trabajó duro para que el idioma friulano se convirtiera en un idioma litúrgico, con el reconocimiento de sus méritos para la batalla cultural que tuvo lugar en Aquileia en 2001.
Fue llamado "el obispo del terremoto", como arzobispo de la arquidiócesis de Udine durante el desastroso terremoto del Friul en 1976.